# Ida Rubinstein

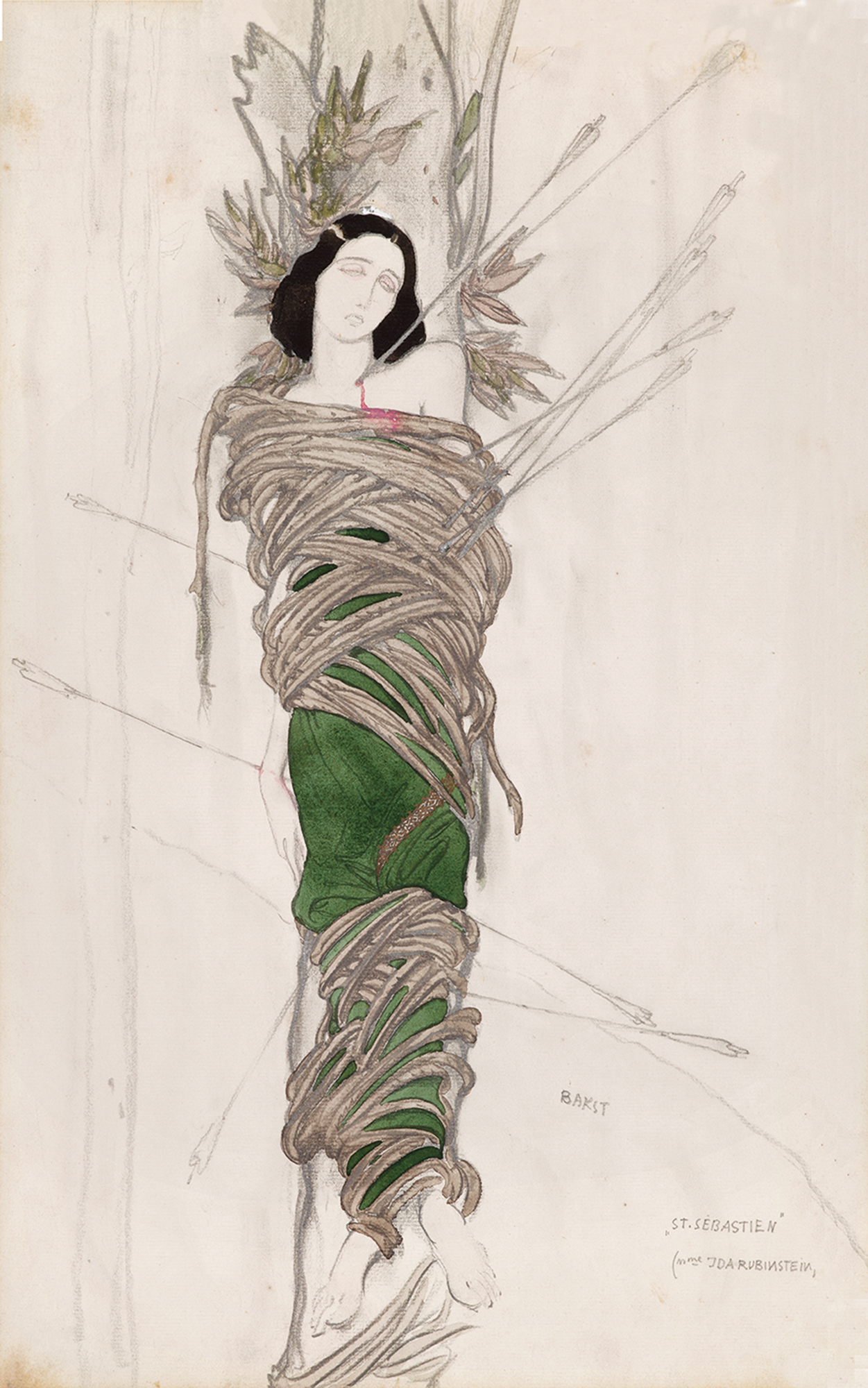
Costume projetado por Léon Bakst para Ida Rubinstein como São Sebastião

Ida Lvovna Rubinstein, em russo Ида Львовна Рубинштейн, (Kharkov, Ucrânia, 5 de outubro de 1885 — Vence, 20 de setembro de 1960) foi uma atriz e dançarina russa, celebrada por sua beleza, seu senso de expressividade e audácia no palco. Era amante das belas-artes e financiou inúmeros artistas, rica que era. Bissexual assumida, ao longo de sua vida  relacionou-se amorosamente com pessoas de ambos os sexos, para escândalo da época.

## Biografia
Oriunda de uma rica família judia russa, muito jovem ela ficou órfã, sendo criada por parentes. Recebeu uma educação refinada, orientada para as artes, e tomou lições de teatro e de mímica.
Em 1904, aos dezenove anos, com recursos próprios, monta a peça Antígona de Sófocles, com ela no papel principal. Contemporânea e amiga de Leon Bakst e Michel Fokine, após assistir a um recital de Isadora Duncan interessa-se pela expressão corporal e passa a ter aulas de dança com esta.
Casa-se em 1908 com seu primo Vladimir Horowitz e toma posse de sua herança.
Em 1908, monta um espetáculo de dança baseado em Salomé, de Oscar Wilde. Não consegue apresentá-lo por ser considerado indecente e erótico pelos censores do império (há controvérsias; alguns afirmam que a peça foi representada).
Em 1909, ingressa nos Ballets Russes de Serguei Diaghilev por indicação de Mikhail Fokine, com a peça Cleópatra, no Teatro Châtelet em Paris. Em 1910 apresenta o balé Scheherazade em Paris, contracenando com Vaslav Nijinsky. De 1909 a 1911, permanece em constantes apresentações com esta companhia.
Em 1911, separa-se dos Ballets Russes de Serguei Diaghilev, patrocinando as suas próprias produções, onde se apresenta como atriz ou dançarina em vários teatros de Paris.
No período da Primeira Guerra Mundial, de 1914 a 1918, pouco se apresenta. Durante este tempo dedica-se a obras de caridade e presta assistência financeira aos feridos de guerra. Passa a posar como modelo, por ser bela e expressiva, para alguns artistas.
Após o término do conflito mundial ela retoma as suas atividades artísticas, voltando em 1920 a atuar na companhia de Serguei Diaghilev, com uma nova apresentação de Scheherazade. Passa a se interessar pela ópera.
Em 1928, funda a sua própria companhia, "Les Ballets Ida Rubinstein".
Em 1935 pára de atuar, ficando só com sua atividade empresarial. Ela ainda atuaria na peça "Jeanne D'arc au Bûcher" de Paul Claudel e Arthur Honegger no ano de 1938 em Basle, Suíça e no ano de 1939 em Orleães, França.
Em 1936 ela se converte ao catolicismo, em parte  por influência de seus amigos Paul Claudel e Gabriele D'Annunzio.
Durante a Segunda Guerra Mundial ela se exila em Londres, onde passa a prestar assistência aos soldados da resistência francesa. Sua residência em Place des États-Unis, 7 em Paris é saqueada por forças das SS e seu acervo de arte roubado.
Após o término da guerra ela se retira da vida pública. Morreu de insuficiência cardíaca, aos setenta e cinco anos, na localidade de Vence, próximo a Nice, Riviera Francesa, onde residia.

## Vida artística
Era uma pessoa voluntariosa e realizava tudo com muita paixão. Alta, magra e de uma beleza singular, exprimia de modo profundo a sua sensualidade, dando a tudo que interpretava um toque místico e envolvente. Era considerada, na época, um talento teatral por suas sensuais interpretações. Hoje as suas coreografia e interpretações são consideradas "datadas".
Por ter começado a dança muito tarde, não possuía as técnicas necessárias de uma grande dançarina, apesar de seus esforços; mas compensava esta falta com muita expressividade e senso de movimento. Além disso, as peças em que atuava eram coreografadas para ela, reforçando os seus pontos fortes e deixando de lado as suas deficiências.
Muitos foram os artistas para quem posou, deixando, desta forma, registrada a sua estampa singular, em pinturas, esculturas e  fotografias (Leon Bakst, Valentin Serov, Auguste Bert, Romaine Brooks, Antonio de La Gandara, entre outros).
Tornou-se  responsável pelo surgimento de  grandes obras de artistas renomados ou ainda não muito  conhecidos da época, através de encomendas das peças que desejava representar. Isto, em geral, reunia um libretista, um músico, um coreógrafo e um projetista de cenários e costumes.
A ópera de Gabriele d'Annunzio e Claude Debussy "Le Martyre de Saint Sébastien" (O Martírio de São Sabastião), foi por ela encomendada e estreada em 22 de maio de 1911 no teatro Châtelet, em Paris. Nesta representação ela fazia o papel de São Sebastião, tornando um escândalo para a época um santo ser representado por uma mulher, além do mais judia. O arcebispo de Paris chegou a proibir que os católicos assistissem a peça.
Emile Verhaeren e Déodat de Séverac com "Helena de Esparta" (Hélène de Sparte) em 1912; Paul Valéry e Arthur Honegger com "Amphion et Sémiramis" em 1934, André Gide e Igor Stravinski com "Perséfona" (Perséphone) em 1934, Paul Claudel e Arthur Honegger com  "Jeanne d'Arc au Bûcher" em 1938, são algumas das obras criadas por sua encomenda.
A criação do balé Bolero, de Maurice Ravel, foi uma encomenda sua ao autor, em 1928. Neste mesmo ano, ela o interpretaria, com coreografia de Bronislava Nijinsky, coreógrafa oficial de sua companhia e irmã de Vaslav Nijinsky.
La Valse de Ravel, que foi recusada por Serguei Diaghilev por não achá-la adequada para um balé, foi por ela acolhida e interpretada  em 1929, com coreografia de Bronislava Nijinsky .